# Épissure (mécanique)
Ne doit pas être confondu avec Épissage.
Pour les articles homonymes, voir Épissure.

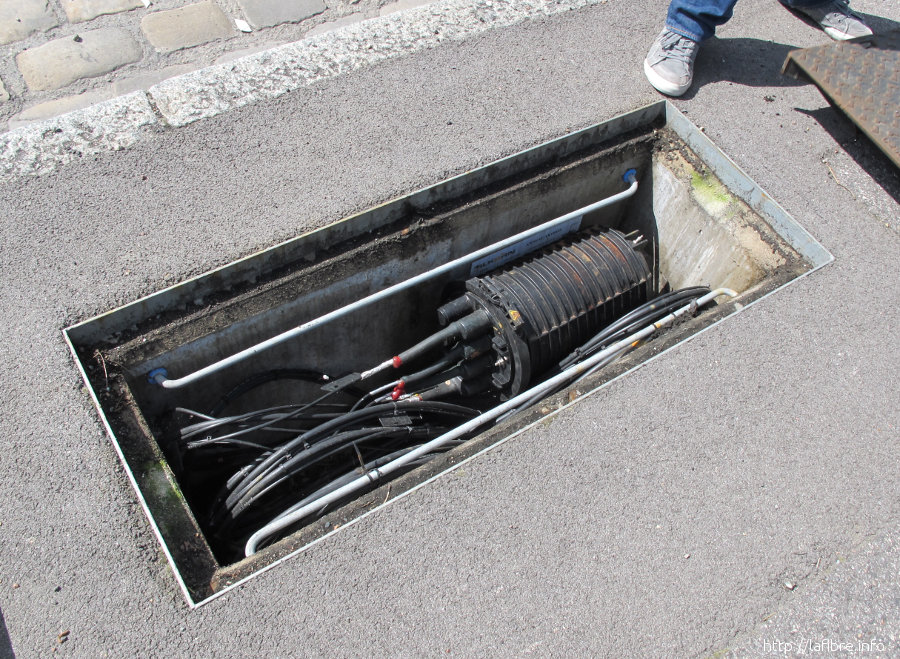
Boitier de protection d'épissure télécom (Amiens).

Une épissure est un terme utilisé en mécanique et en électrotechnique pour désigner une jointure entre deux ensembles métalliques souples (fils électriques ou télécoms en cuivre par exemple) ou rigides (barres métalliques fixées sur un cable par exemple). La jointure est obtenue en les tressant ou en les entortillant.

## Étymologie
Le mot est issu à l'origine de la marine à voile pour la jointure de cordage par l'entrelacement des torons. Il vient du néerlandais splitsen, « réunir deux cordages par entrelacement » ; il a été intégré en 1677.

## Mécanique
- En mécanique industrielle, des épissures sont réalisées sur des câbles d'acier, par exemple ceux des remontées mécaniques.
- On appelle épissures mécaniques des barres d'armature mécanique utilisées pour joindre de longues barres ensemble en renforçant l'alliage.

## Électrotechnique
On qualifie d'épissure la torsade des brins de cuivre d'un câble électrique, assurant la conductivité électrique entre eux sans employer de domino ou autre connecteur. Cette pratique est interdite en France depuis plusieurs décennies, elle est cependant encore utilisée dans de nombreux pays. Le contact électrique est de mauvaise qualité et il se produit un échauffement pouvant causer un incendie si l'épissure n'est pas réalisée dans les règles de l'art.